# Dengjiaxiang (sockenhuvudort i Kina, Jiangxi Sheng, lat 28,25, long 116,56)
Dengjiaxiang är en sockenhuvudort i Kina. Den ligger i provinsen Jiangxi, i den sydöstra delen av landet, omkring 82 kilometer sydost om provinshuvudstaden Nanchang. Antalet invånare är 21 006. Befolkningen består av 10 071 kvinnor och 10 935 män. Barn under 15 år utgör 18,0 %, vuxna 15-64 år 73 %, och äldre över 65 år 7,0 %.
Runt Dengjiaxiang är det tätbefolkat, med 297 invånare per kvadratkilometer. Närmaste större samhälle är Maxu, 16,0 km sydväst om Dengjiaxiang. Trakten runt Dengjiaxiang består till största delen av jordbruksmark.
Genomsnittlig årsnederbörd är 2 491 millimeter. Den regnigaste månaden är juni, med i genomsnitt 454 mm nederbörd, och den torraste är oktober, med 26 mm nederbörd.